# Andreï Moukhatchiov
Andreï Sergueïevitch Moukhatchiov - en russe : Андре́й Сергеевич Мухачёв et en anglais : Andrei Mukhachyov - (né le 21 juillet 1980 à Iekaterinbourg en URSS) est un joueur professionnel russe de hockey sur glace.

## Carrière de joueur
Formé au HK CSKA Moscou, il joue ses premiers matchs en Vyschaïa Liga en 1999. Il est choisi au cours du repêchage d'entrée 2003 dans la Ligue nationale de hockey par les Predators de Nashville en 7e ronde, en 210e position. Le club réintègre la Superliga en 2003. Il passe la saison 2006-2007 au Vitiaz Podolsk avant de rejoindre le Khimik Moskovskaïa Oblast. En 2009 et 2010, il remporte les deux premières éditions de la Coupe Gagarine avec les Ak Bars Kazan.

## Trophées et honneurs personnels
Vyschaïa Liga
- 2002 : meilleur +/- du tour final.

## Statistiques

### En club
| Saison    | Équipe                    | Ligue         |    | Saison régulière | Saison régulière | Saison régulière | Saison régulière | Saison régulière |    | Séries éliminatoires | Séries éliminatoires | Séries éliminatoires | Séries éliminatoires | Séries éliminatoires |
| Saison    | Équipe                    | Ligue         | PJ | B                | A                | Pts              | Pun              | PJ               | B  | A                    | Pts                  | Pun                  |                      |                      |
| 1999-2000 | HK CSKA Moscou            | Vyschaïa Liga | 40 | 2                | 9                | 11               | 44               |                  |    |                      |                      |                      |                      |                      |
| 2000-2001 | HK CSKA Moscou            | Vyschaïa Liga | 39 | 3                | 9                | 12               | 28               |                  |    |                      |                      |                      |                      |                      |
| 2001-2002 | HK CSKA Moscou            | Vyschaïa Liga | 48 | 8                | 10               | 18               | 79               | 14               | 3  | 5                    | 8                    | 12                   |                      |                      |
| 2002-2003 | HK CSKA Moscou            | Superliga     | 50 | 3                | 7                | 10               | 30               | --               | -- | --                   | --                   | --                   |                      |                      |
| 2003-2004 | HK CSKA Moscou 2          | Pervaïa Liga  | 2  | 1                | 1                | 2                | 0                |                  |    |                      |                      |                      |                      |                      |
| 2003-2004 | CSKA Moscou               | Superliga     | 38 | 2                | 3                | 5                | 28               | --               | -- | --                   | --                   | --                   |                      |                      |
| 2004-2005 | CSKA Moscou               | Superliga     | 21 | 0                | 2                | 2                | 14               | --               | -- | --                   | --                   | --                   |                      |                      |
| 2005-2006 | CSKA Moscou               | Superliga     | 48 | 1                | 7                | 8                | 71               | 7                | 0  | 0                    | 0                    | 4                    |                      |                      |
| 2006-2007 | Vitiaz Tchekhov           | Superliga     | 50 | 2                | 8                | 10               | 82               | 3                | 0  | 0                    | 0                    | 2                    |                      |                      |
| 2007-2008 | Khimik Moskovskaïa Oblast | Superliga     | 47 | 6                | 14               | 20               | 63               | --               | -- | --                   | --                   | --                   |                      |                      |
| 2008-2009 | Atlant Mytichtchi         | KHL           | 28 | 0                | 6                | 6                | 57               | --               | -- | --                   | --                   | --                   |                      |                      |
| 2008-2009 | Ak Bars Kazan             | KHL           | 15 | 0                | 2                | 2                | 18               | 16               | 0  | 2                    | 2                    | 12                   |                      |                      |
| 2009-2010 | Ak Bars Kazan             | KHL           | 25 | 0                | 2                | 2                | 20               | 19               | 0  | 0                    | 0                    | 38                   |                      |                      |
| 2010-2011 | Avangard Omsk             | KHL           | 13 | 1                | 4                | 5                | 12               | 3                | 0  | 0                    | 0                    | 2                    |                      |                      |
| 2011-2012 | Amour Khabarovsk          | KHL           | 11 | 1                | 1                | 2                | 14               | 4                | 0  | 1                    | 1                    | 6                    |                      |                      |
| 2012-2013 | Traktor Tcheliabinsk      | KHL           | 3  | 0                | 0                | 0                | 0                | -                | -  | -                    | -                    | -                    |                      |                      |